# Lippl
Lippl ist der Familienname folgender Personen:
- Alois Johannes Lippl (1903–1957),  Regisseur und Intendant des Bayerischen Staatsschauspiels
- Andreas Lippl (1937–1991), Regisseur und Redakteur beim Bayerischen Rundfunk
- Corbinian Lippl (* 1973), Filmemacher und Regisseur
- Hans Lippl (1934–2010), deutscher Motorrad-Geländesportler
- Joseph Lippl (1876–1935), deutscher Alttestamentler und Hochschullehrer an der Philosophisch-theologischen Hochschule Regensburg
- Martin Lippl (* 1939), Produzent, Filmemacher und Kameramann
- Robert Lippl (1908–2009), Architekt, Bildhauer, Maler und Münzgestalter